# Tancua
Tancua ist eine Ortschaft im französischen Département Jura in der Region Bourgogne-Franche-Comté. Die früher selbstständige Gemeinde wurde am 1. Januar 2007 nach Morbier eingemeindet.

## Geographie
Tancua liegt auf 890 m, 4 km westlich von Morez und etwa 17 km nordöstlich der Stadt Saint-Claude (Luftlinie). Das Dorf erstreckt sich im Jura, an aussichtsreicher Lage auf einer Geländeterrasse am Sonnenhang rund 250 m über dem tief eingeschnittenen Flusslauf der Bienne, südlich der Forêt de la Joux Devant.
Die Fläche des 6,74 km² großen, ehemaligen Gemeindegebiets umfasste einen Abschnitt des französischen Juras. Die südliche Grenze verlief entlang der Bienne, die hier in einem Erosionstal parallel zu den Juraketten nach Südwesten fließt. Vom Flusslauf erstreckte sich das Gemeindeareal nordwärts über den relativ steilen Hang von Tancua bis auf die angrenzende Hochfläche der Forêt de la Joux Devant. Dieser Höhenzug, der eine Antiklinale des Faltenjuras bildet und eine charakteristische Karsttopographie mit oberirdisch abflusslosen Mulden und Dolinen zeigt, wird von einem ausgedehnten Waldgebiet eingenommen. Mit 1110 m wird auf der Kuppe von Les Aplanets die höchste Erhebung von Tancua erreicht. Das Gebiet von Tancua ist Teil des Regionalen Naturparks Haut-Jura (frz.: Parc naturel régional du Haut-Jura).
Nachbargemeinden von Tancua waren Morbier im Norden, Morez im Osten, La Mouille im Süden sowie Lézat und Grande-Rivière im Westen.

## Geschichte
Im Mittelalter bildeten Lézat, Tancua und Les Mouillés (Weiler zwischen den beiden Orten) ein gemeinsames Kirchspiel, das von der großräumigen Pfarrei La Rixouse abgetrennt und dem Priorat von Saint-Lupicin unterstellt war. Die Äbte von Saint-Claude übten die Rechtsprechung aus. Später entstanden an der Bienne Schmieden und Nägelfabriken, deren Arbeiter die umliegenden Parzellen zur Selbstversorgung bewirtschafteten.

## Bevölkerung
| Jahr | Einwohner |
| ---- | --------- |
| 1962 | 102       |
| 1968 | 109       |
| 1975 | 88        |
| 1982 | 149       |
| 1990 | 158       |
| 1999 | 167       |
| 2004 | 151       |

Mit 151 Einwohnern (2004) gehörte Tancua zu den kleinen Gemeinden des Départements Jura. Nachdem die Einwohnerzahl in der ersten Hälfte des 20. Jahrhunderts markant abgenommen hatte (1911 wurden noch 303 Personen gezählt), wurde vor allem Ende der 1970er Jahre wieder eine Bevölkerungszunahme verzeichnet. Seither ist die Einwohnerzahl relativ konstant. Der Gemeinde war der INSEE-Code 39524 zugeordnet.

## Wirtschaft und Infrastruktur
Tancua war bis weit ins 20. Jahrhundert hinein ein vorwiegend durch die Landwirtschaft, insbesondere Viehzucht und Milchwirtschaft, sowie durch die Forstwirtschaft geprägtes Dorf. Daneben gibt es heute einige Betriebe des lokalen Kleingewerbes. Mittlerweile hat sich das Dorf auch zu einer Wohngemeinde gewandelt. Viele Erwerbstätige sind Wegpendler, die in den größeren Ortschaften der Umgebung ihrer Arbeit nachgehen.
Die Ortschaft liegt abseits der größeren Durchgangsstraßen an einer Departementstraße, die von Morbier nach La Rixouse führt.